# Statut d'autonomie de l'Andalousie
Le Statut d'autonomie de l'Andalousie (en espagnol, Estatuto de Autonomía de Andalucía ou plus simplement Estatuto de Andalucía) est le texte qui régit le droit à l'autogouvernement de la communauté autonome d'Andalousie et définit le fonctionnement de ses institutions propres. 
Le premier statut est adopté par référendum le 20 octobre 1981 et promulgué par le roi Juan Carlos Ier le 30 décembre suivant. En 2001 apparaît la nécessité de réformer le statut afin de prendre en compte l'évolution de l'Espagne et de l'Andalousie depuis l'adoption du texte de 1981. Le processus de conception du nouveau statut démarre en 2004 et culmine le 18 février 2007, avec son adoption par référendum.

## Histoire

### Le statut de 1980
Avec le mort du Général Franco en novembre 1975 s'ouvre pour l'Espagne une nouvelle ère : le régime franquiste, autoritaire et centralisateur, s'effondre peu à peu. Des revendications pour davantage d'autonomie régionale surgissent en divers points de la géographie espagnole. 
Le 4 décembre 1977, les Andalous manifestent pour réclamer l'accession de leur territoire à l'autonomie : un million et demi dans les principales villes d'Andalousie, et 300 000 à Barcelone, la Catalogne étant surnommée « la neuvième province andalouse » en raison d'une importante émigration. Dès le mois de janvier 1978 commence le processus de formation de la future communauté autonome d'Andalousie, qui durera trois ans. Le 27 avril 1978, le roi octroie à l'Andalousie un statut de préautonomie à la région, qui conduit à la création de la Junte préautonomique (Junta preautonómica) le 27 mai suivant à Cadix. Les efforts des partis andalous pour bâtir un statut propre à l'Andalousie sont couronnés par la signature, le 4 décembre 1978, du Pacte d'Antequera, par lequel onze formations politiques s'engagent à unir leurs forces pour parvenir à la rédaction d'un texte statutaire garantissant l'autonomie de l'Andalousie .
Le 6 décembre 1978 est adoptée la Constitution. Celle-ci reconnaît à l'article 2 le droit à l'autonomie des différentes régions et nationalités de l'État, dans le cadre de l'indissoluble unité de la nation espagnole. Le titre VIII définit la nouvelle organisation territoriale, basée sur les communautés autonomes : elle prévoit que les provinces qui le souhaitent se constituent en communautés autonomes. 
La Junta de Andalucía est créée le 2 juin 1979, à la suite des élections générales du 1er mars ; le 23 juin, la Junta décide de lancer la rédaction du statut en suivant la procédure dite de voie rapide, prévue à l'article 151 de la Constitution : en deux mois, 95 % des municipalités adhèrent au dessein autonomique. Un avant-projet de statut est présenté et approuvé par les formations politiques à Carmona. Cette première phase s'achève avec l'adoption par référendum du principe d'autonomie pour l'Andalousie le 28 février 1980 : ce jour est depuis lors devenu le Jour de l'Andalousie (Día de Andalucía), la fête officielle régionale. Les diputations provinciales andalouses confirment le vote, à l'exception d'Almería. Le projet est bloqué, jusqu'à ce qu'une modification législative survenue en octobre permette à l'autonomie andalouse de poursuivre sa constitution.
Ce 28 février 1980 est considéré comme une date capitale : réunis à Cordoue, les députés et sénateurs andalous adoptent le projet de statut pour l'Andalousie, le Statut de Carmona, qui s'appuie sur l'avant-projet adopté dans cette ville en 1979. Un référendum est organisé le 20 octobre 1981 pour entériner le statut : il est adopté à une très large majorité, malgré une forte abstention. Le statut est dès lors présenté au Congrès des députés, qui l'adopte le 17 décembre, puis au Sénat, qui ratifie le texte le 23 décembre. Le roi Juan Carlos promulgue enfin le texte le 30 décembre : l'Andalousie devient la troisième région espagnole à accéder à l'autonomie, et se dote d'un statut qui lui permet d'exercer son droit à l'autogouvernement et les compétences qui s'y rattachent.
| ¿ Aprueba el proyecto de Estatuto de Autonomía para Andalucía ? |                     |         |
| Corps électoral : 4 543 836                                     |                     |         |
|                                                                 | Nombre de suffrages | %       |
| Participation                                                   | 2 430 603           | 53,49 % |
| Abstention                                                      | 2 113 233           | 46,51 % |
| Exprimés                                                        | 2 342 757           | 46,51 % |
| Pour                                                            | 2 172 577           | 92,74 % |
| Contre                                                          | 170 190             | 7,26 %  |
| Source : Faculté de droit de l'Université de Valladolid         |                     |         |

### Le statut de 2007
Depuis la Transition démocratique, l'Andalousie, et l'Espagne en général, ont connu une évolution de grande ampleur dans les domaines social, économique et politique. Face à ces changements et aux nouveaux défis, Manuel Chaves, Président de la Junta de Andalucía, évoque en 2001 la possibilité de réformer le statut d'autonomie. La décision est annoncée en 2003 à l'occasion du débat annuel sur l'état de la communauté autonome. Un document contenant les bases de la future réforme est présenté au Parlement le 30 décembre.
C'est après les élections au Parlement andalou du 14 mars 2004 que le projet prend véritablement forme. La commission de développement du statut (Comisión de desarrollo estatuario) devient permanente et se voit chargée de formuler les propositions relatives à la modification du statut d'autonomie. Un groupe de rapporteurs (la ponencia) est créé en son sein : elle comprend onze membres désignés pour rédiger l'avant-projet, et commence ses travaux le 24 septembre 2004. Les rapporteurs auditionnent et consultent jusqu'en mars 2005. Les 27 et 28 avril, les rapporteurs déposent l'avant-projet de statut au Parlement. Le 23 juin, le texte est remis à la Commission, qui demande la poursuite des débats et consultations entre groupes politiques jusqu'en janvier 2006. Un rapport définitif contenant l'avant-projet, l'exposé des motifs et les divers apports et remarques des formations politiques est présenté à la commission, laquelle remet son rapport au Parlement le 2 février 2006.
Le projet commence alors son examen par les députés, rythmés par les débats et les auditions des acteurs de la société civile et des formations politiques. Le 2 mai 2006, le Parlement adopte le projet final, qui est déposé aux Cortes Generales pour approbation le 5 mai. Le Parlement désigne des représentants au Parlement national : ils auront pour tâche de présenter et de défendre le nouveau statut devant la représentation nationale. Le Congrès des députés commence l'examen du projet le 23 mai, qui est débattu et amendé en Commission mixte Congrès-Parlement puis en Commission constitutionnelle de la chambre basse. Le Congrès adopte le texte le 2 novembre 2006. Le lendemain, le Sénat est saisi du projet. Après les débats en commissions, la haute assemblée approuve le nouveau statut le 20 décembre.
Un référendum est célébré le 18 février 2007. Malgré une abstention historique, il est adopté à une ample majorité. Le 19 mars 2007, Juan Carlos promulgue la loi organique réformant le statut d'autonomie andalou, qui entre en vigueur le lendemain.
| ¿ Aprueba el proyecto de Estatuto de Autonomía para Andalucía ?                                                                                                 |                     |         |
| Corps électoral : 6 186 072 |                     |         |
| | Nombre de suffrages | %       |
| Participation | 2 217 833           | 35,85 % |
| Abstention | 3 968 239           | 64,15 % |
| Blancs | 67 853              | 3,06 %  |
| Nuls | 21 081              | 0,95 %  |
| Exprimés | 2 128 899           | 95,99 % |
| Pour | 1 920 944           | 90,23 % |
| Contre | 207 955             | 9,77 %  |
| Source : Résolution de la Junta electoral central validant les résultats du référendum du 18 février 2007, disponible sur le site du Boletín oficial del Estado |                     |         |

## Le statut
Le Statut d'autonomie adopté en 1981 et modifié en 2007 définit et régit le droit à l'autogouvernement de la communauté autonome d'Andalousie. Il édicte les principes fondateurs de l'autonomie andalouse, énumère les compétences de la communauté et fixe ses institutions dont il détermine le fonctionnement.

### Structure
Le statut d'autonomie s'articule autour d'un préambule, d'un titre préliminaire, de dix titres et de diverses dispositions.
| Partie                      | Titre | Articles | Contenu                                                                                                  |
| --------------------------- | --- | -------- | --- |
| Préambule                   | |          | Exposé des motifs                                                                                        |
| Titre préliminaire          | | 1-11     | Définition de l'Andalousie, symboles, capitale, territoire, objectifs                                    |
| Titre I                     | Derechos sociales, deberes y políticas públicas (Droits sociaux, devoirs et politiques publiques)             | 12-41    | Droits et devoirs des citoyens, principes des politiques publiques                                       |
| Titre II                    | Competencias de la Comunidad autónoma (Compétences de la Communauté autonome)                                 | 42-88    | Compétences de la Communauté : définition et énumération                                                 |
| Titre III                   | Organización territorial de la Comunidad autónoma (Organisation territoriale de la Communauté autonome)       | 89-98    | Structure territoriale, municipalités, provinces, comarques et compétences propres                       |
| Titre IV                    | Organización institucional de la Comunidad autónoma (Organisation institutionnelle de la Communauté autonome) | 99-139   | Institutions de gouvernement, élaboration de la Loi, administration                                      |
| Titre V                     | El poder judicial en Andalucía (Le pouvoir judiciaire en Andalousie)                                          | 140-155  | Tribunal supérieur, Conseil de justice, compétences judiciaires de la Communauté                         |
| Titre VI                    | Economía, empleo y hacienda (Économie, emploi et finances)                                                    | 156-194  | Politique économique, politique de l'emploi, finances publiques                                          |
| Titre VII                   | Medio ambiente (Environnement)                                                                                | 195-206  | Politique de protection de l'environnement et de développement durable                                   |
| Titre VIII                  | Medios de comunicación social (Moyens de communication sociale)                                               | 207-217  | Communication institutionnelle, audiovisuel, culture et langue andalouses                                |
| Titre IX                    | Relaciones institucionales de la Comunidad autónoma (Relations institutionnelles de la Communauté autonome)   | 218-247  | Relations avec l'État, les communautés autonomes et l'Union européenne, action extérieure et coopération |
| Titre X                     | Reforma del Estatuto (Réforme du Statut)                                                                      | 248-250  | Procédure de réforme du statut                                                                           |
| Dispositions additionnelles | |          | Territoires historiques, financement et investissements de l'État en Andalousie, jeux et paris           |
| Dispositions transitoires   | |          | Transfert de compétences de l'État à la communauté                                                       |
| Disposition abrogatoire     | |          | Abrogation du statut de 1981                                                                             |
| Dispositions finales        | |          | Mise en place de la commission mixte État-Communauté autonome en matière économique et fiscale           |

### Principes
L'une des nouveautés du statut de 2007 par rapport au texte de 1981 réside dans la définition de l'Andalousie comme nationalité historique, ou plus précisément « réalité historique » (article 1). En tant que telle, elle se constitue en communauté autonome, dans le cadre de l'indissoluble unité de la nation espagnole, tel que le stipule la Constitution dans son article 2.
La communauté proclame la liberté, l'égalité, la justice et le pluralisme politique comme des valeurs fondamentales. Ses pouvoirs émanent de la Constitution et du peuple andalou (art. 1). Elle assure la défense des droits fondamentaux des citoyens, en reconnaissant la Déclaration universelle des droits de l'homme et autres traités internationaux (art. 9). Elle se dote d'un droit propre, portant sur les compétences qu'elle détient (art. 8). La capitale est fixée à Séville (art. 4). Elle se dote de symboles : drapeau, blason et hymne (art. 3).
La communauté se fixe un certain nombre d'objectifs, dont la défense de valeurs universelles (liberté, égalité), le plein emploi, l'éducation, la formation d'une conscience collective andalouse, la défense du dialecte andalou, entre autres (art. 10 et 11) .

### Compétences
La Constitution énumère les compétences exclusives et incessibles de l'État (défense, affaires étrangères, etc.), et détaille les compétences que peuvent assumer les communautés autonomes, selon leurs statuts d'autonomie . Dans le titre II, le Statut détaille les compétences prises en charge par la communauté.
Ces compétences sont de natures diverses. Les compétences exclusives sont exercées entièrement par la Communauté, qui dispose à cet effet de la faculté législative, règlementaire et exécutive, dans le respect de la Constitution et des lois organiques nationales. Les compétences partagées sont exercées conjointement par l'État et la communauté autonome. La communauté dispose également de compétences exécutives sur son administration propre et l'application des lois relevant de la compétence de l'État. La communauté applique également les dispositions européennes (art. 42).
Relèvent des compétences exclusives de la communauté autonome, l'organisation de ses institutions, les élections autonomiques, l'agriculture et la pêche, système de santé, logement et urbanisme, entre autres.

### Institutions
L'organisation institutionnelle propre de la communauté autonome, est basée sur la séparation des pouvoirs et un régime parlementaire. Elle est précisée dans le titre IV du statut. La Junta de Andalucía est l'institution dépositaire du droit d'autogouvernement de la communauté et au sein de laquelle s'articule les différents pouvoirs émanant de ce droit.
Ses pouvoirs sont répartis entre différentes institutions de gouvernement. Le Président de la Junta de Andalucía, plus haute autorité de la communauté et chef de l'exécutif. Élu par le Parlement et nommé par le Roi, il représente l'État en Andalousie.
Le Consejo de gobierno constitue le gouvernement propre de la communauté. Dirigé par le président, il est détenteur du pouvoir exécutif et règlementaire. Ses membres sont appelés les consejeros (conseillers), placés à la tête de départements appelés consejerías.
Le Parlement représente le peuple andalou et exerce le pouvoir législatif. Il détient également la faculté de contrôler l'action du conseil de gouvernement, dont il élit le Président.
En matière judiciaire, la communauté dispose de peu de pouvoirs, compte tenu du caractère exclusif de cette compétence détenue par l'État. Toutefois, la Junta de Andalucía participe à l'administration de la justice à travers le Conseil de justice d'Andalousie et le Tribunal supérieur de justice d'Andalousie. Elle est par ailleurs chargée de la gestion des personnels non magistrats des tribunaux.
D'autres organismes et services viennent compléter cette organisation.